# قزل-کول (شهرستان آق‌سی)
قزل-کول (به لاتین: Kyzyl-Köl) یک منطقهٔ مسکونی در قرقیزستان است که در شهرستان آق‌سی واقع شده‌است. قزل-کول ۱٬۵۵۲ نفر جمعیت دارد و ۱٬۱۶۵٫۸۷ متر بالاتر از سطح دریا واقع شده‌است.